# Esplosione di gas a Guadalajara del 1992
L'esplosione di gas a Guadalajara del 1992 è un incidente verificatosi il 22 aprile 1992, tra le 10.05 e le 11.16 nel quartiere di Analco a Guadalajara, capitale dello stato messicano di Jalisco.
Si è trattato di una serie di dieci esplosioni causate da un accumulo di vapori di benzina nella fogna cittadina che, insieme agli incendi successivi durati per circa quattro ore, hanno distrutto 8 km di strade nel centro della città, tra cui la via più colpita è stata Calle Gante. Secondo i rapporti dei Lloyd's di Londra il numero delle vittime ha raggiunto le 252, sebbene altre fonti stimino cifre più alte, i dispersi sono stati tra 500 e 600, i feriti circa 500 e gli sfollati intorno ai 15000. Le stime dei danni variano tra i 300 milioni e il miliardo di dollari.
Nei quattro giorni precedenti all'esplosione molti residenti del quartiere hanno riferito di sentire un forte odore di gas provenire dalle fogne, che si è intensificato durante il corso dei giorni. Molte persone hanno denunciato sintomi quali bruciore agli occhi e alla gola e nausea, mentre in alcune case è uscita benzina dalle tubature dell'acqua.
Il comune ha mandato delle squadre di operai a ispezionare le fogne e queste hanno trovato concentrazioni pericolose di vapori di idrocarburi, tuttavia non è stato reputato necessario evacuare i residenti.
Il disastro è oggetto di un episodio della serie Seconds From Disaster del National Geographic, dal titolo "Inferno a Guadalajara".

## L'incidente

### Cronologia dell'incidente
Nei giorni precedenti all'esplosione, a partire dal 19 aprile, gli abitanti di Calle Gante hanno denunciato un forte odore di benzina e la presenza di sbuffi di fumo bianco fuoriuscire dai tombini della città. Le ispezioni delle squadre comunali e della Protezione Civile lungo Calle Gante sono cominciate dal giorno successivo, rilevando nelle fogne una forte presenza di benzina e altri idrocarburi ma dichiarando anche che non era necessario evacuare l'area. Alle 10 del mattino del 22 aprile i tombini lungo la via hanno cominciato a saltare, spinti da getti di fumi bianchi.
Alle 10.05 del 22 aprile sono avvenute le prime due esplosioni, la prima all'angolo tra Calzada Independencia e Calle Aldama, la seconda tra Calle Gante e Calle 20 De Noviembre. Dopo un minuto la linea di emergenza 060 ha ricevuto la prima chiamata.
Alle 10.08 una terza esplosione ha fatto saltare in aria un bus della Tutsa all'angolo tra Calle Gante e Calle Nicolás Bravo, e quattro minuti dopo si è verificata una quarta esplosione in Calle González Gallo. Alle 10.15 gli operai di una fabbrica lungo Calle González Gallo hanno cominciato a scappare, e subito dopo sono arrivate le prime squadre di emergenza e gruppi di volontari.
Alle 10.23 è avvenuta la quinta esplosione all'incrocio tra Calle Gante e Calzada del Ejército.
Alle 10.29 è cominciata l'evacuazione del quartiere di Mexicaltzingo, due minuti prima della sesta esplosione tra Avenida 5 De Febrero e Calle Río Bravo.
Alle 10.43 è avvenuta la settima esplosione all'angolo tra Calle Gante e Calle Silverio García e alle 11.02 l'ottava esplosione, all'incrocio tra Avenida Río Nilo e Calle Río Bravo, subito dopo l'arrivo sul posto di alcune squadre di emergenza. A questo punto sono stati fatti sgombrare le zone di Atlas, Alamo Industrial, El Rosario, Quinta Velarde e Fraccionamiento Revolución e il centro del comune di Tlaquepaque.
Alle 11.16 sono avvenute le ultime due esplosioni, agli incroci tra Río Alamo e Río Pecos e tra Calzada Jesus González Gallo e Río Suchiate.
Nel pomeriggio la popolazione dell'area metropolitana di Guadalajara ha scoperchiato i tombini della rete fognaria per farne fuoriuscire eventuali vapori infiammabili residui, in particolare nelle zone di Zona Industrial, 18 De marzo, Fresno, 8 De Julio, Ferrocarril, La Nogalera, Morelos, Echeverria, Polanco, 5 de mayo e Miravalle, agli abitanti delle quali viene chiesto di riportare alle autorità qualunque situazione o evento insolito.
Nei giorni seguenti i vigili del fuoco hanno chiesto alla popolazione delle zone di 5 De Mayo, El Dean, Echeverría e Polanco di evitare di accendere fiamme, dato il forte odore di gas che si percepiva ancora in zona.
Nei giorni successivi è stato confermato che l'origine delle esplosioni era una perdita di benzina da una conduttura sotterranea della Pemex.

## L'inchiesta
L'inchiesta condotta sul disastro ha portato a identificarne le due seguenti cause immediate:
- L'installazione di nuovi tratti di tubature idriche sotterranee in acciaio zincato di fianco a tubature di benzina esistenti in acciaio. L'umidità del sottosuolo ha permesso l'instaurarsi di processi elettrolitici, simili a quelli che avvengono in una batteria, che hanno portato alla corrosione delle tubature di acciaio fino a bucarle, permettendo una fuga di benzina nel sottosuolo e nei condotti fognari.
- La modifica dei condotti fognari. Le tubazioni della fognatura erano state modificate e ricostruite a forma di "U" per poter permettere l'espansione delle rete della metropolitana, creando così un sifone invertito che permetteva di spingere avanti i liquidi ma creava una guardia idraulica che bloccava i gas all'interno delle fognature. In questo modo i vapori di benzina fuoriusciti dalle tubature corrose hanno potuto accumularsi nelle fognature cittadine, fuoriuscendo infine attraverso i tombini.

## Il dopo incidente
Nei giorni successivi al disastro si è verificata una caccia al colpevole che ha visto anche numerosi arresti, e uno scambio di accuse tra funzionari comunali e aziende presenti in città. Sulle prime si è sospettato che una ditta che produceva oli da cucina avesse causato un rilascio in fogna di esano, componente della benzina, ma tale ipotesi si è poi rivelata infondata.
. Quattro funzionari della Pemex sono stati accusati di negligenza, ma sono stati in seguito prosciolti dalle accuse.
Molti tra i sopravvissuti alle esplosioni si sono costituiti in un'associazione, "La Asociacion 22 de Abril en Guadalajara", creata da Lilia Ruiz Chávez che ha perso nell'incidente una gamba e la casa, allo scopo di cercare i responsabili delle esplosioni e dare assistenza e risarcimenti alle vittime del disastro. Grazie alle pressioni esercitate dalle associazioni delle vittime, la Pemex, ritenuta responsabile del disastro, ha acconsentito a versare 40 milioni di pesos messicani all'associazione pur dichiarando che si tratta di una donazione e non di un risarcimento, dato che rigetta la responsabilità dei fatti.